# Hypnodontopsis fossilis
Hypnodontopsis fossilis là một loài rêu trong họ Rhachitheciaceae. Loài này được J.-P. Frahm mô tả khoa học đầu tiên năm 2000.